# ジョン・エチェメンディ
ジョン・W・エチェメンディ（John W. Etchemendy、1952年 - ）は、アメリカ合衆国ネバダ州リノ出身の哲学者・教育者。スタンフォード大学第12代副学長（2000年9月1日-2017年1月31日）。

## 経歴
ネバダ州リノに生まれ、地元のネバダ大学リノ校で学士号と修士号を得てから、1982年にスタンフォード大学で哲学の博士号(PhD)を得た。1983年にはスタンフォード大学哲学科の教員となり、それからプリンストン大学哲学科の教員となった。スタンフォード大学言語情報研究センターの研究員でもあり、1990年から1993年にはセンター長を務めた。1993年から1997年にはスタンフォード大学人文科学部の上級副学部長を務め、1998年から2000年には哲学科の学科長を務めた。2000年9月1日にはジョン・ヘネシーの跡を継いでスタンフォード大学の副学長に就任し、学長のヘネシーの下で17年間にわたって副学長を務めた。2017年には副学長の座をパーシス・ドレルに引き継いだ。